# Кескил
Кески́л (якут. Саhыл) — село в Томпонском улусе Республики (Саха) Якутии. Административный центр и единственный населённый пункт Сасыльского наслега. 

## География
Село расположено на правом берегу реки Алдан, в 40 км к западу от райцентра Хандыга, у переправы через Алдан федеральной автодороги Р504 «Колыма».

## Население
| 2002 | 2010 | 2012 | 2013 | 2014 | 2015 | 2016 |
| ---- | ---- | ---- | ---- | ---- | ---- | ---- |
| 536  | ↗555 | ↗561 | ↗570 | ↗574 | ↘566 | ↗576 |
| 2017 | 2018 | 2019 | 2020 | 2021 |      |      |
| ↗578 | ↘567 | ↘566 | ↘557 | ↘550 |      |      |

## Улицы
| - ул. Алданская, - ул. Дальняя, - ул. Зелёная, - пер. Котельный, - ул. Лесная, | - ул. Лэповская, - ул. Маеновская, - ул. Молодёжная, - пер Молодёжный, - ул. Озёрная, | - ул. П. Алексеева, - ул. Почтовая, - ул. Сайылычная, - ул. Таастах. |

## Достопримечательности
В селе расположен обелиск ветеранам Великой Отечественной войны в честь 65-летия Великой Победы на территории культурно-спортивного центра.